# Membranlipid

De viktigaste membranlipiderna
PtdCho - Fosfatidylkolin; PtdEtn - Fosfatidyletanolamin; PtdIns - Fosfatidylinositol; PtdSer - Fosfatidylserin.

Membranlipider  är en grupp lipider som tillsammans med olika proteiner och kolhydrater är komponenterna i specifika dubbellager (membran), både intracellulära membran samt cytoplasmamembran. De flesta membranlipiderna är amfifila (amfipatiska), vilket innebär att dessa molekyler har både en polär och en opolär del, och således också har både hydrofoba resp. hydrofila egenskaper. Huvudsakligen hör kolesterol, fosfolipider, samt en liten mängd glykolipider till gruppen membranlipider. Genom att bilda ett dubbelt lager med de polära ändarna pekande utåt och de opolära ändarna inåt kan membranlipider bilda ett "lipiddubbelskikt" som håller det vattniga inre av cellen åtskilt från det vattniga yttre. Arrangemangen av lipider och olika proteiner, som fungerar som receptorer och kanalporer i membranet, styr in- och utträdet av andra molekyler och joner som en del av cellens metabolism. För att utföra fysiologiska funktioner underlättas membranproteiner att rotera och diffundera i sidled i tvådimensionell vidd av lipiddubbelskikt genom närvaron av ett skal av lipider som är nära fästa till proteinytan, kallat ringformigt lipidskal. 

## Biologiska roller
Dubbelskiktet som bildas av membranlipider fungerar som en inneslutningsenhet av en levande cell. Membranlipider bildar också en matris i vilken membranproteiner finns. Historiskt ansågs lipider endast tjäna en strukturell roll, men lipidernas funktionella roller är faktiskt många. De fungerar som reglerande medel i celltillväxt och vidhäftning. De deltar i biosyntesen av andra biomolekyler. De kan tjäna till att öka enzymernas enzymaktivitet.
Icke-dubbelskiktsbildande lipid som monogalaktosyldiglycerid (MGDG) dominerar bulklipiderna i tylakoidmembran, som när de hydreras ensamma bildar omvänd hexagonal cylindrisk fas. Men i kombination med andra lipider och karotenoider / klorofyller av tylakoidmembran, överensstämmer även de med varandra som lipidbilager.

## Huvudklasser

### Fosfolipider
Fosfolipider och glykolipider består av två långa, opolära (hydrofoba) kolvätekedjor kopplade till en hydrofil huvudgrupp.
Fosfolipidhuvudena är fosforylerade och de består av antingen:
- Glycerol (och därav namnet fosfoglycerider som ges till denna grupp av lipider), eller
- Sfingosin (till exempel sfingomyelin och ceramid).

Glyceroldialkylglyceroltetraeter (GDGT) hjälper till att studera tidigare miljöfaktorer.

### Glykolipider
Glykolipidhuvudena (glyko- står för socker) innehåller en sfingosin med en eller flera sockerenheter fästa vid den. De hydrofoba kedjorna tillhör antingen:
- två fettsyror (FA) – när det gäller fosfoglyceriderna, eller

- en FA och kolvätesvansen av sfingosin – i fallet med sfingomyelin och glykolipiderna.

Galaktolipider – monogalaktosyldiglycerid (MGDG) och digalaktosyldiglykrerid (DGDG) bildar de dominerande lipiderna i högre växtkloroplasttylakoidmembran. Liposomala strukturer bildade av totalt lipidextrakt från tylakoidmembran har visat sig vara känsliga för sackaros eftersom det omvandlar dubbelskikt till micellära strukturer.

### Fettsyror
Fettsyrorna i fosfo- och glykolipider innehåller vanligtvis ett jämnt antal, typiskt mellan 14 och 24, kolatomer, där 16 och 18 kol är de vanligaste. FA kan vara mättade eller omättade, med konfigurationen av dubbelbindningarna nästan alltid cis. Längden och graden av omättnad av FA-kedjor har en djupgående effekt på membranens fluiditet. Växttylakoidmembran bibehåller hög fluiditet, även vid relativt kalla miljötemperaturer, på grund av överskott av 18-kols fettacylkedjor med tre dubbelbindningar, linolensyra, vilket har avslöjats av 13-C NMR-studier.

### Fosfoglycerider
I fosfoglycerider är hydroxylgrupperna vid C-1 och C-2 i glycerol förestrade till karboxylgrupperna i FA. C-3-hydroxylgruppen förestras till fosforsyra. Den resulterande föreningen, kallad fosfatidat, är det enklaste fosfoglyceratet. Endast små mängder fosfatidat finns i membranen. Det är emellertid en nyckelmellanprodukt i biosyntesen av de andra fosfoglyceriderna. 

### Sfingolipider
Sfingosin är en aminoalkohol som innehåller en lång, omättad kolvätekedja. I sfingomyelin och glykolipider är aminogruppen i sfingosin kopplad till FA genom en amidbindning. I sfingomyelin är den primära hydroxylgruppen i sfingosin förestrad till fosforylkolin. 

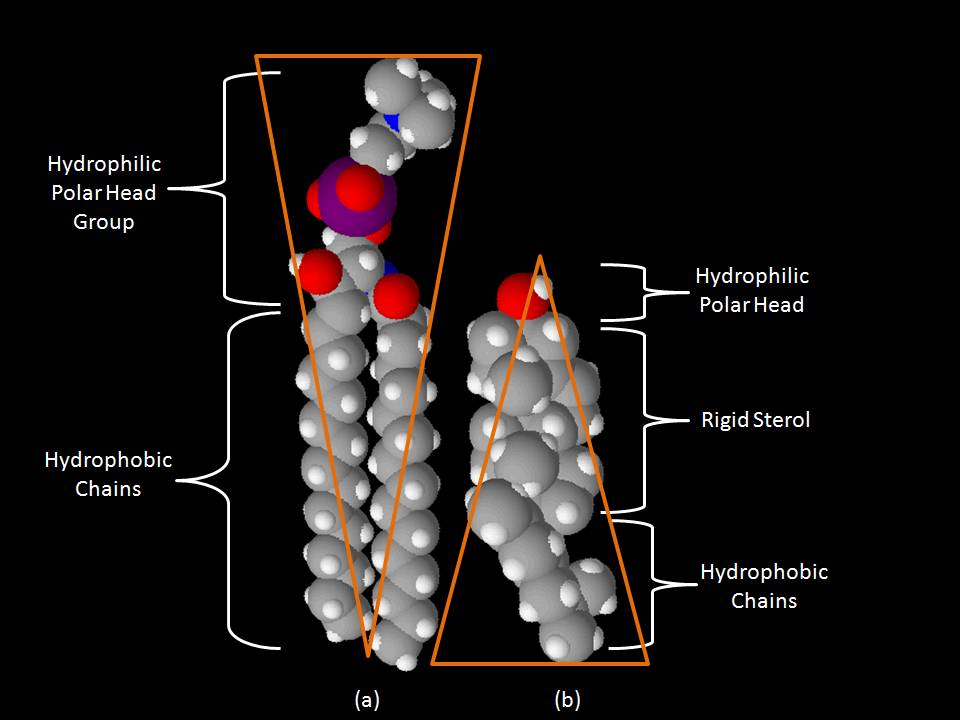
Utrymmesfyllande modeller av (a) sfingomyelin och (b) kolesterol.

I glykolipider är sockerkomponenten bunden till denna grupp. Den enklaste glykolipiden är cerebrosid, där det bara finns en sockerrest, antingen Glc eller Gal. Mer komplexa glykolipider, som gangliosider, innehåller en grenad kedja av så många som sju sockerrester.

### Steroler
Den mest kända sterolen är kolesterol, som finns hos människor. Kolesterol förekommer också naturligt i andra eukaryota cellmembran. Steroler har en hydrofob styv struktur med fyra stycken sammansmälta ringar och en liten polär huvudgrupp.
Kolesterol biosyntetiseras från mevalonat via en squalencyklisering av terpenoider. Cellmembran kräver höga nivåer av kolesterol – vanligtvis i genomsnitt 20 procent kolesterol i hela membranet, vilket ökar lokalt i flottområden upp till 50 procent kolesterol (- procent är molekylärt förhållande). Det förknippas företrädesvis med sfingolipider (se diagram) i kolesterolrika domäner med lipidflottar av membranen i eukaryota celler. Bildandet av lipidflottar främjar aggregering av perifera och transmembrana proteiner inklusive dockning av SNARE- och VAMP-proteiner. Fytosteroler, som sitosterol och stigmasterol, och hopanoider har en liknande funktion i växter och prokaryoter .